# Autogir
L'autogir és una aeronau d'ales giratòries que vola com els avions però la seva ala és un rotor que gira per l'acció del vent relatiu que el travessa de baix cap amunt i, per tant, se'l pot considerar un híbrid entre l'aeroplà i l'helicòpter. Igual que l'aeroplà, la seva propulsió es realitza mitjançant una hèlix, però en lloc d'ales, té un rotor com l'helicòpter. Aquest rotor no està connectat al motor de l'aeronau, per la qual cosa gira lliurement, «autogira», impulsat per l'aire, generant així força de sustentació. En l'helicòpter, per contra, la propulsió i la sustentació es produeixen en el rotor, el qual sí que està impulsat pel motor.

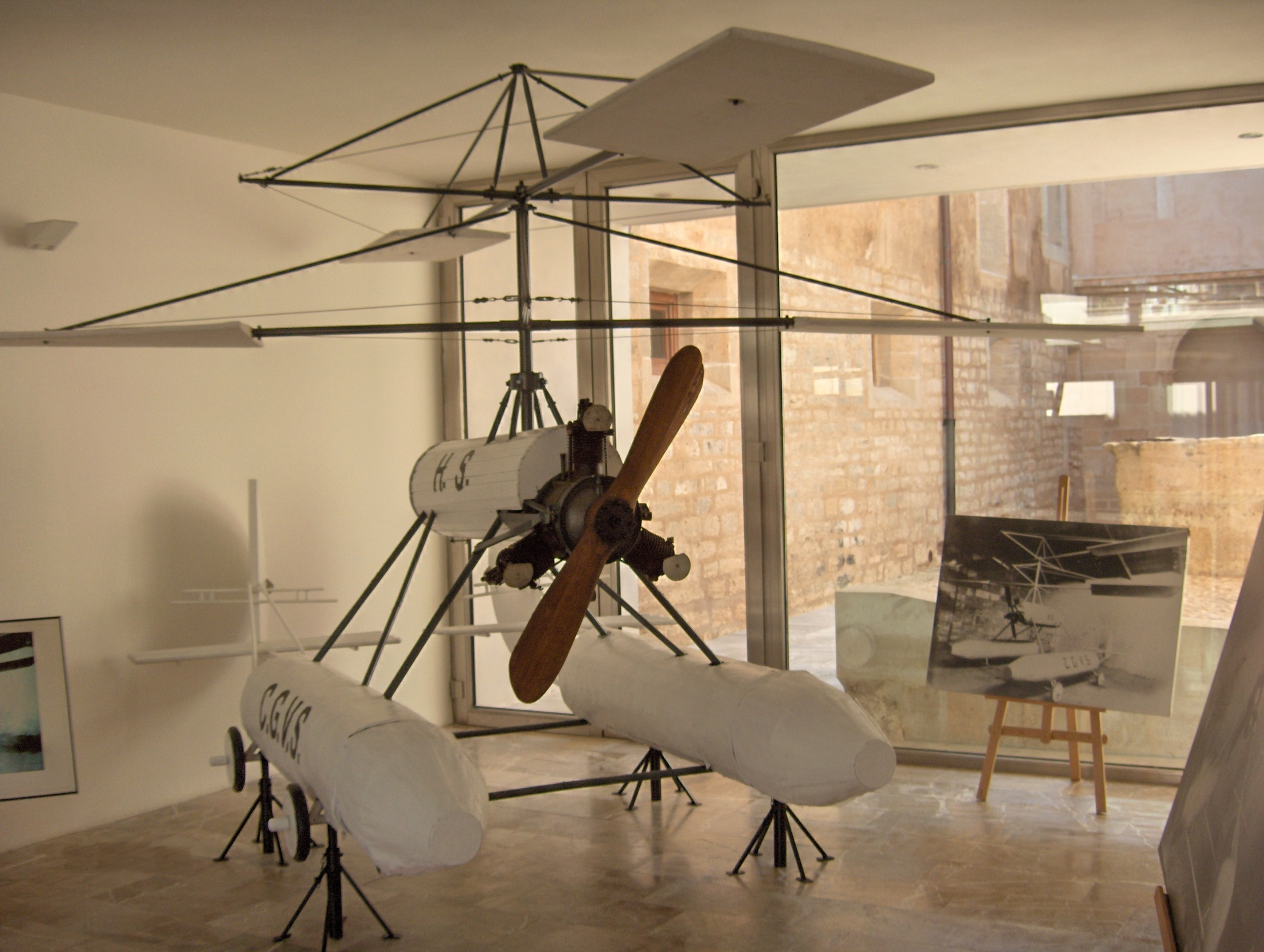
Maqueta o reproducció a escala 3:4 del cometagiroavió

És un aparell molt segur, que només té un moment crític: després de l'aterratge, mentre el rotor encara no s'ha aturat, una ràfega forta de vent el pot tornar a elevar. L'autogir pot aconseguir velocitats de vol molt lentes, encara que no té la possibilitat d'aturar-se en l'aire.
Autogir és marca registrada de La Cierva. Per això es diu «girocòpter» (Gyrocopter en anglès) a l'aparell, de forma genèrica.

## Història

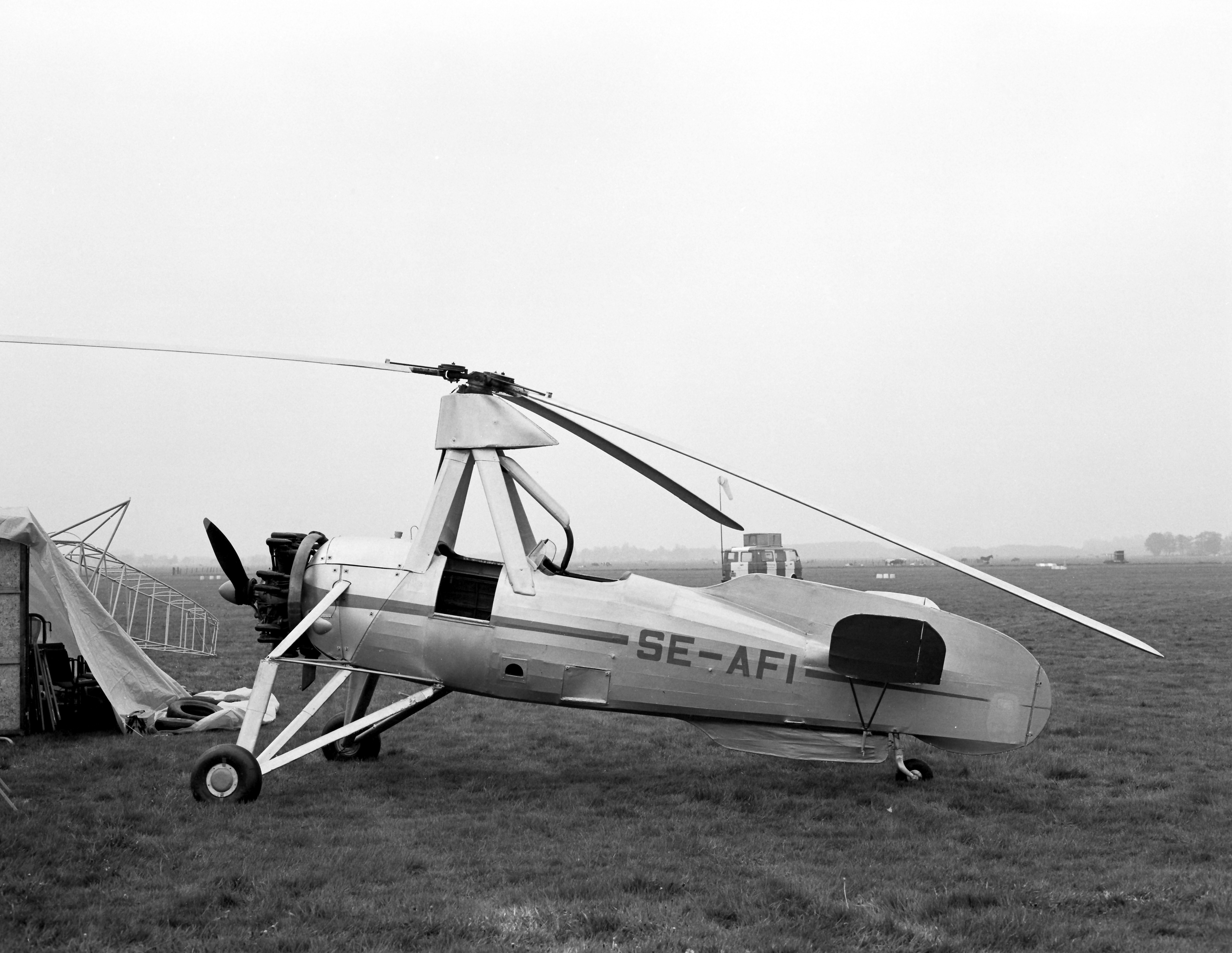
Autogir Cierva C.30.

Pere Sastre Obrador, més conegut com a Pere de Son Gall, des de finals de 1919, se centrà en el disseny d'un prototip d'aparell aeri que anomenà cometagiroavió: una màquina aèria mixta, amb característiques ensems d'aeroplà i d'helicòpter, dotada de les característiques d'elevació vertical, així com d'estacionament enlaire (amb la consegüent millora en matèria de seguretat aèria), i capaç de prosseguir, després, en vol horitzontal, i de descendir finalment sense necessitat de gaire terreny per a l'aterratge. Per a això, aquest nou enginy havia de tenir dues categories de pales o hèlices, connectades al motor: unes per al moviment en sentit vertical, i unes altres per a l'horitzontal; el principi físic a tenir en compte seria el de l'acció i reacció.
Per tal d'aconseguir finançament per a la materialització d'aquesta idea, el 1921 Pere Sastre va demanar ajuda al Govern central, en una carta dirigida al capità general de l'Exèrcit, que aleshores era el mallorquí Valerià Weyler, el qual li reclamà el projecte i els càlculs per al seu estudi a Madrid. Emperò, després que Pere els hi enviàs, la resposta definitiva de Weyler fou que, segons el general en cap de la Secció d'Aeronàutica del Ministeri de la Guerra, la idea de Pere Sastre «no té utilitat pràctica». El mateix Pere faria notar que, curiosament, el ministre de la Guerra d'aleshores era Juan de la Cierva y Peñafiel, pare de Juan de la Cierva y Codorniu, que, poc temps després, donaria a conèixer la invenció del seu autogir, que volà per primera vegada el gener de 1923. És cert que l'autogir de De la Cierva no tenia elevació ni descens vertical (no era un helicòpter); però s'hi aplicava el mateix principi del cometagiroavió per a reduir la carrera d'enlairament. Aquest és el començament de la llegenda del plagi: molts llucmajorers pensen encara que De la Cierva va copiar els plànols de Sastre o que, almanco, s'hi va inspirar o els va aprofitar en part.
L'autogir va ser inventat per l'enginyer espanyol Juan de la Cierva, qui va desenvolupar el rotor articulat que més tard usarien els helicòpters (encara que és passiu, aquest sistema dissenyat per La Cierva compensava de la diferència d'empenyiment de l'aire batut quan la pala va endavant amb el batut quan va endarrere que feia bolcar tant l'autogir com l'helicòpter). En el seu primer vol, l'autogir va aconseguir recórrer 200 metres el 1923 i més tard, va realitzar el primer viatge entre aeròdroms des de Getafe a Cuatro Vientos el 1924. Cal destacar que De la Cierva mai es va interessar pels helicòpters, als quals considerava massa complicats per volar i proclius als accidents.
Els primers models d'autogirs de De la Cierva disposaven d'unes petites ales que feien la funció d'alerons per a controlar l'alabeig. Posteriorment el seu inventor va introduir una articulació en el cap del rotor i li va aplicar «comandament directe» fent innecessàries les esmentades ales. Així mateix en els models més avançats es podria transmetre força del motor al rotor mitjançant d'un prellançador, escurçant així la carrera d'enlairament, fins a arribar a l'«enlairament de salt», pràcticament vertical. El primer prellançador va ser dissenyat per Heraclio Alfaro Fournier. Un perfeccionament posterior va ser l'anomenat rotor autodinàmic, introduint un angle respecte a la vertical en l'articulació d'arrossegament, sistema que mantenia les pales del rotor en «pas fi» fins que assolida una certa velocitat i es desembragava el motor, moment en el qual les pales es desplaçaven en arrossegament augmentant bruscament el seu angle d'atac, i generant així la sustentació necessària per a l'«enlairament de salt».
El naixement dels helicòpters va propiciar el declivi dels autogirs fins a la seva pràctica desaparició, encara que en temps més recents hi ha hagut un cert ressorgir entre l'aviació esportiva, tant per iniciatives comercials com per aficionats que construeixen els seus propis autogirs.

## Autorotació amb motor parat
En cas d'una aturada del motor en vol, l'autogir planeja i comença a baixar lentament (tal com cau la llavor d'un sicòmor, que té una forma d'hèlix que fa que caigui suaument de l'arbre en autorotació.), com més ràpid ho faci, més ràpid giren les pales del rotor, emmagatzemant energia i proporcionant major sustentació. També en un helicòpter es pot recórrer a l'autorotació per a aterrar sense motor, però el pilot ha d'actuar sobre el pas col·lectiu i col·locar el rotor en règim d'autorotació. En canvi, un autogir vola sempre en autorotació.